# Anarchisme au Chili
 (juillet 2017).
Si vous disposez d'ouvrages ou d'articles de référence ou si vous connaissez des sites web de qualité traitant du thème abordé ici, merci de compléter l'article en donnant les références utiles à sa vérifiabilité et en les liant à la section « Notes et références ».

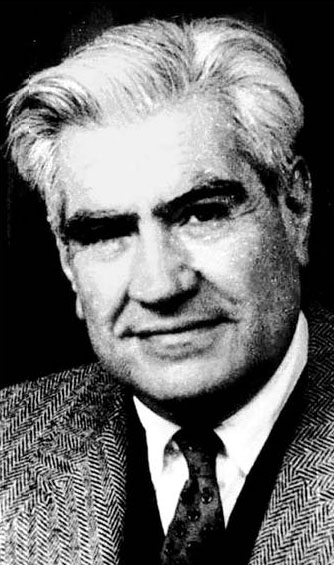
Manuel Rojas.

Le mouvement anarchiste au Chili est né sous l'influence de migrants européens, partisans de Mikhaïl Bakounine et affiliés à l'Association internationale des travailleurs, qui rencontrent Manuel Chinchilla, un Espagnol vivant à Iquique.
Leur influence est marquante, dans un premier temps, dans les syndicats de typographes, de peintres, des ouvriers de la construction et des marins.
Durant la première décennie du XXe siècle, l'anarcho-syndicalisme, en organisant 50 000 travailleurs (sur une population globale de 3 millions d'habitants) est une des principales tendances du mouvement ouvrier.
Le rayonnement libertaire touche également les cercles intellectuels.
Parmi les personnalités notables, on trouve le poète Carlos Pezoa Véliz (es), le professeur Juan Gandulfo, les syndicalistes Luis Olea , Magno Espinoza, Alejandro Escobar y Carballo, Angela Muñoz Arancibia, Juan Chammorro, Armando Triviño et Ernesto Miranda, la professeure Flora Sanhueza et les écrivains José Domingo Gómez Rojas, Fernando Santiván, José Santos González Vera et Manuel Rojas.
Au XXIe siècle, des groupes anarchistes réapparaissent dans les mouvements étudiants (Frente de Estudiantes Libertarios) et féministes (La Alzada), des groupes affinitaires, des centres communautaires et sociaux ainsi que dans les squats.

## L'histoire de l'anarchisme chilien

### Les premières années (1880-1921)

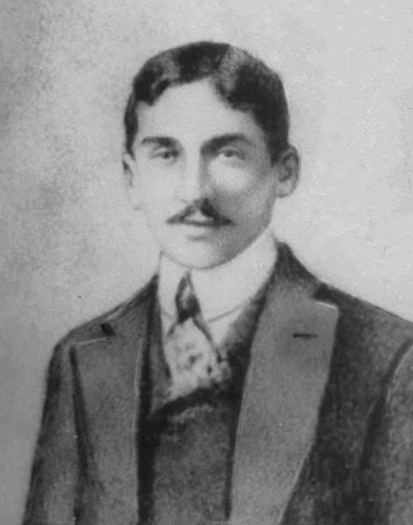
.

#### Premières publications
La propagande anarchiste a commencé à circuler au Chili autour de 1880, composée d'œuvres littéraires arrivant d'Espagne et d'Argentine. Le premier journal libertaire, El Oprimido, a été publié en 1893, dans la ville de Valparaíso, suivi par d'autres, tels que El Ácrata, La Luz, La Revuelta, La Batalla, El Surco, Acción Directa, ... La Batalla a été la publication qui eut la plus grande longévité, entre 1912 et 1926. Il y avait aussi des journaux publiés par des syndicats avec des tendances anarchistes, tels que : El Siglo XX, La Imprenta (typographe) et El Marítimo à Antofagasta (marins).

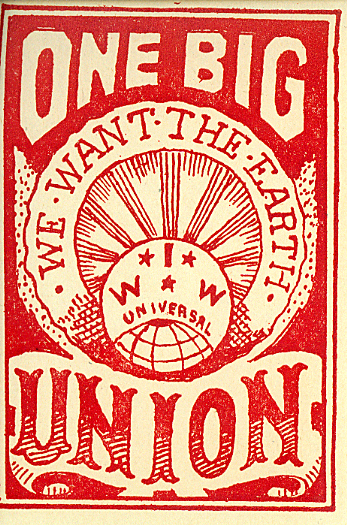
Une affiche des Industrial workers of the World (IWW).

Après la Révolution russe (qui a été considérée avec méfiance par la plupart des anarchistes dès le début), les différences entre les anarchistes et les marxistes se sont creusées . Leur cohabitation au sein des syndicats généraux a pris fin, les modérés et réformistes socialistes ont pris  possession de la Fédération des Travailleurs du Chili (FOCH).
En décembre 1919, l'aile chilienne de l'Industrial Workers of the World (IWW) est fondée à Valparaiso. Son organisation, marquée par l'anarcho-syndicalisme diffère de celle des travailleurs aux États-Unis, plus révolutionnaire. Son influence s'étend d'Iquique à Corral. Les membres se déclarent « ennemis du capital, du gouvernement et de l'Église »[réf. nécessaire]. Leurs tactiques habituelles sont la grève, l'action directe, le boycott et le sabotage. Ils exercent une énorme influence sur les marins de Valparaíso, Iquique et Antofagasta. Ils organisent également des syndicats de boulangers, de fabricants de munitions, de constructeurs et de cordonniers. Les plus célèbres wobblies (membres) ont été entre autres, Juan Chamorro (es), Armando Triviño, Pedro Ortuzar et Porfirio Soto.
Aussi loin que l'on peut remonter dans la littérature anarchiste, la maison d'édition Editorial Lux s'est distinguée par l'impression de livres d'anarchistes chiliens et européens tels que Manuel Márquez et José Domingo Rojas Gómez. Parmi les autres  militants notoires on peut citer le typographe Enrique Arènes de Iquique, fondateur d'un certain nombre de journaux anarchistes, ainsi que Luis Olea, Alejandro Magno Espinosa et Alejandro Escobar y Carballo, force motrice de plusieurs syndicats (Cappelletti, LXXXV).

#### Premières mobilisations
Un des premiers conflits déclenchés par les anarchistes a été "la grande grève des marins" de 1890, qui s'est déroulée à Iquique, Antofagasta, Valparaiso, Concepcion ainsi que dans d'autres plus petits ports.

#### La Semaine Rouge (1905)
En 1905, un mouvement spontané de travailleurs a eu lieu à Santiago, encouragé par les anarchistes. Ce mouvement est connu sous le nom de Semaine Rouge. Le mouvement a démarré à cause d'une répression injustifiée à l'encontre d'une manifestation contre les taxes sur la viande importée. La répression féroce et les affrontements avec la police ont causé la mort de 200 travailleurs. L'indignation des travailleurs est devenue de plus en plus forte et les syndicats ont déclenché la grève générale. Le gouvernement a déclaré l'état de siège et fait appel à l'armée pour anéantir le mouvement. La foule a tenté de prendre le palais gouvernemental, et bien que cela n'a pas fonctionné, la ville est restée sous leurs contrôle.
La réponse du gouvernement a été d'augmenter la répression ainsi que de persécuter les révolutionnaires anarchistes et syndicalistes qui étaient à la tête du mouvement. Néanmoins, l'activité anarchiste était en constante augmentation. Le journal anarchiste El Alba a condamné la répression dans son édition d'octobre 1905 " Les gens ont été assassinés avec rage et malice par les jeunes hordes de la bourgeoisie. Plus de 500 citoyens ont été lâchement assassinés, et plus de 1 500 ont été blessés."

## La splendeur de "l'idée" (1921-1931)

### Le syndicalisme moderne (1931-1957)
À la fin de la dictature en 1931, les communistes et les socialistes ont fondé la Confédération des travailleurs du Chili (CTCH).
Les anarchistes, de leur côté, ont créé leur propre syndicat: la Confédération générale des travailleurs (CGT).
Malgré la légalisation du syndicat réformiste et son institutionnalisation, la forte  répression contre les anarchistes ainsi qu'une certaine désorganisation ont affaibli le mouvement anarchiste durant cette décennie. Dans les années 1940, le mouvement anarchiste sera peu important.
La part la plus importante du syndicalisme était resté dans les mains des réformistes, des socialistes, des communistes et des chrétiens-démocrates.
En 1947, une enseignante anarchiste de Cobquecura, Chili, Flora Sanhueza, a créé la Ateneo Luisa Michel inspirée par les écoles libertaires du début du siècle.

### Les années perdues (1973-1990)

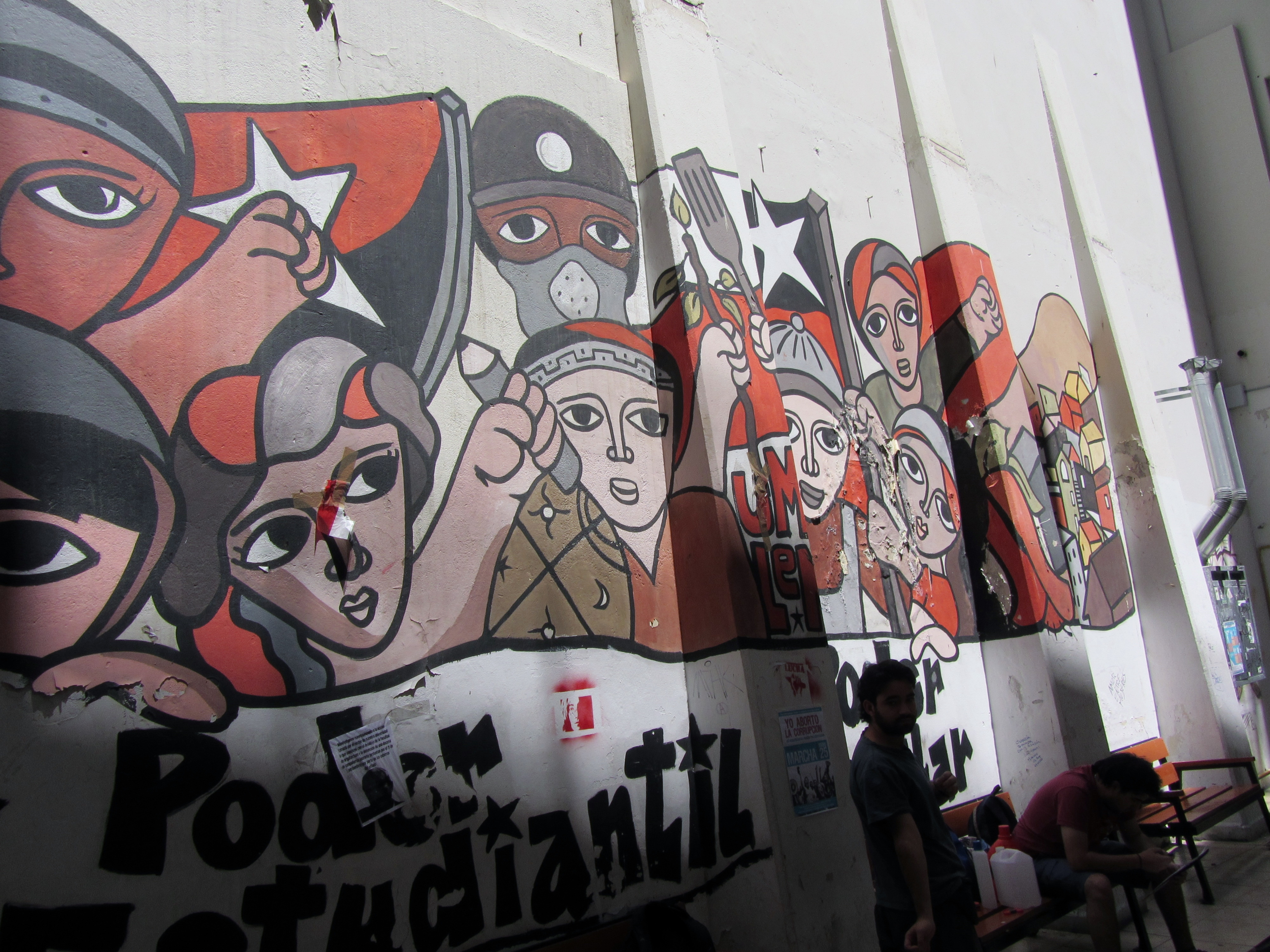
Fresque murale en soutien à la lutte des étudiants de la Faculté des sciences humaines de l'Université de Valparaiso en 2011.

Après le coup d'État du 11 septembre 1973 au Chili du général Augusto Pinochet, une répression féroce frappe l'ensemble de la gauche chilienne, dont le mouvement anarchiste.
Dans la deuxième moitié des années 1970, le Comité de Defensa de Derechos Humanos y Sindicales (es) (CODEHS) est animé notamment par le syndicaliste Clotario Blest (es) et l'anarcho-syndicaliste Ernesto Miranda (es), structure qui sera d'une importance vitale pour la protection des persécutés de la dictature.
Pendant la dictature militaire, l'anarchisme n'existe plus sous la forme d'organisations structurées mais se limite aux actions de quelques individus actifs dans la création de groupes de résistance, particulièrement dans les universités.
L'anarchisme en tant que mouvement social n'existe plus au cours de ces années de dictature.